# Чемпионат мира по спортивной гимнастике 1903
Первый чемпионат мира по спортивной гимнастике прошёл в 1903 году в Антверпене (Бельгия).

## Общий медальный зачёт
| Место | Страна     | Золото | Серебро | Бронза | Всего |
| ----- | ---------- | ------ | ------- | ------ | ----- |
| 1     | Франция    | 7      | 4       | 0      | 11    |
| 2     | Люксембург | 1      | 0       | 2      | 3     |
| 3     | Нидерланды | 1      | 0       | 0      | 1     |
| 4     | Бельгия    | 0      | 4       | 1      | 5     |

## Медалисты
| Дисциплина                | Золото | Серебро | Бронза |
| Командное многоборье      | Франция · Аллегр · Жозеф Болль · Жорж Шармой · Доб · Жорж Дежаэжер · Ж.Леконтр · Жозеф Люкс · Жозеф Мартинес · Пьер Пэссе | Бельгия · Жан Кальсон · Эжен Дуа · Шарль Ланни · Поль Манжен · Огюст ван Акере · Альбер ван де Рой · Шарль ван Юль | Люксембург · Андре Борданг · Антуан Борданг · Поль Фурнель · Франсуа Энтж · Альбер Кайзер · Теодор Кимм · Николя Куммер · Жан Лакафф · Мартен Мюллер |
| Индивидуальное многоборье | Жозеф Мартинес Франция | Жорж Виеринки Бельгия                                                                                              | Жозеф Люкс Франция |
| Перекладина               | Жозеф Мартинес Франция | Шарль ван Юль Бельгия Ж.Лекутр Франция Пьер Пэссе Франция                                                          | |
| Параллельные брусья       | Жозеф Мартинес Франция Франсуа Энтж Люксембург                                                                            | | Эжен Дюа Бельгия Борданг Люксембург |
| Конь                      | Жорж Дежаэжер Франция Жозеф Люкс Франция Хенрикус Тиссен Нидерланды                                                       | | |
| Кольца                    | Жозеф Мартинес Франция | Франсуа Вальравен Бельгия Жозеф Люкс Франция                                                                       | |